# Boku dake ga 17-sai no sekai de
Boku dake ga 17-sai no sekai de (jap. 僕だけが17歳の世界で) – japoński serial obyczajowy emitowany na platformie AbemaTV od 20 lutego do 2 kwietnia 2020.

## Obsada
| Aktor              | Rola             |
| ------------------ | ---------------- |
| Hayato Sano        | Kota Sometani    |
| Marie Iitoyo       | Mei Konno        |
| Kōsei Yūki         | Iori Ishikawa    |
| Karen Ōtomo        | Haruka Noda      |
| Yūtarō Watanabe    | Ryōhei Yoshimura |
| YOSHI              | Naoki Shindo     |
| Kenta Hamano       | Daiki Shindo     |
| Yoshihiko Hakamada | Kazushige Akaike |
| Hikari Ishida      | Shino Shometani  |

## Spis odcinków
| Nr | Tytuł                 | Tytuł            | Reżyseria      | Scenariusz    | Data pierwszej emisji |
| Nr | Rōmaji                | Kanji            | Reżyseria      | Scenariusz    | Data pierwszej emisji |
| -- | --------------------- | ---------------- | -------------- | ------------- | --------------------- |
| 1  | Sakura no ki no shita | 桜の木の下       | Hisao Ogura    | Tomoko Aizawa | 20 lutego 2020        |
| 2  | Kūhaku no 7-nen       | 空白の7年        | Hisao Ogura    | Tomoko Aizawa | 27 lutego 2020        |
| 3  | Last Chance           | ラストチャンス   | Hiro Kanai     | Tomoko Aizawa | 5 marca 2020          |
| 4  | Nozomanu saikai       | 望まぬ再開       | Hiro Kanai     | Tomoko Aizawa | 12 marca 2020         |
| 5  | Kioku                 | 記憶             | Hana Matsumoto | Tomoko Aizawa | 19 marca 2020         |
| 6  | Nogare rarenai unmei  | 逃れられない運命 | Hiro Kanai     | Haruka Ōkita  | 19 marca 2020         |
| 7  | Shin'ainaru-kun e     | 親愛なる君へ     | Hiro Kanai     | Tomoko Aizawa | 26 marca 2020         |
| 8  | Tada 1-tsu no kiseki  | ただ1つの奇跡    | Hiro Kanai     | Tomoko Aizawa | 2 kwietnia 2020       |